# Euodynerus trilobus
Euodynerus trilobus är en stekelart som först beskrevs av Fabricius 1787.  Euodynerus trilobus ingår i släktet kamgetingar, och familjen Eumenidae. Inga underarter finns listade i Catalogue of Life.